# Remmers Group AG
Remmers Gruppe AG — европейский производитель строительных материалов, штаб-квартира в г. Лёнинген, Германия. Компания специализируется на разработке и производстве материалов для защиты древесины, реставрации и ремонта зданий, строительной химии и промышленных покрытий для древесины, предназначенных для оконных и мебельных предприятий.

## История
Группа компаний Remmers имеет независимые дочерние подразделения в 15 странах, официальных торговых партнёров в более чем 30 странах. Штат сотрудников насчитывает около 1500 сотрудников по всему миру. Remmers сохраняет статус независимого семейного предприятия.
Компания основана в 1949 г. Бернхардом Реммерсом в Лёнингене, Нижняя Саксония.
1977 г. — в г. Гейдельберге построены учебный центр и центр сбыта.
1991 г. — приобретена компания по защите древесины Avenarius.
1992 г. — предприятие преобразовано в Remmers AG.
1994 г. — открыт филиал в Бад-Дюбене.
2008 г. — приняла в свой состав производителя промышленных лаков 3H LACKE.
2016 г. — получила название Remmers Gruppe AG.

## Направления деятельности
В структуру компании входит собственное подразделение, отвечающее за исследования и разработки. Исследовательский центр располагают самым современным оборудование и позволяют смоделировать полный производственный процесс в реальных условиях. Основной задачей этого подразделения является разработка высокотехнологичным, экологически безопасных и ресурсосберегающих систем продуктов для защиты строительных конструкций, зданий и поверхностей. 
Ассортимент предлагаемых товар крайне широк, при этом в каждом сегменте компания предлагает не только отдельные виды продуктов, но и полноценную концепцию реализацию строительных проектов от обследования на объекте (лабораторная аналитика и сертификация совместно с Институтом аналитики им. Бернхарда Реммерса ) до комплексного сопровождение объектов (проектное бюро Remmers Fachplanung).

## Основные продуктовые группы
- Материалы для деревозащиты (грунты, лаки, краски, масла и т. п.).
- Промышленные покрытия для древесины.
- Материалы для реставрации объектов культурного наследия (очистители, докомпоновки, шовные растворы, камнеукрепители, санирующие штукатурки и т. п.).
- Гидроизоляционные материалы (обмазочные, инъекционные).[8]
- Материалы для защиты фасадов (гидрофобизаторы, краски).
- Материалы для ремонта бетона (добавки, ремонтные составы).
- Полимерные покрытия пола.[9][10][11]

## Академия им. Б.Реммерса
Комплексные программы повышения квалификации для специалистов в области реставрации от ведущих экспертов отрасли. Свыше 10000 участников ежегодно по всему миру проходят обучение в рамках Академии им. Б.Реммерса.
Премия Бернхарда Реммерса вручается за особые достижения в области сохранения памятников архитектуры. Впервые была присуждена в 2000 году.